# بولينجو
بولينجو و هي بلدة (الدائرة البلدية) في مدينة تورينو الحضرية في المدينة الإيطالية بيدمونت ، وتبعد حوالي 50 كيلومتر (31 ميل) شمال شرق تورينو.

## الموقع
لها حدود مشتركة من بلدات برج توروازا ، بورولو، إيفرية، قصر كانافيزي، مانيانو، ألبيانو دي إيفرية و ازيليو.